# Poręby (Sokół)
Poręby – część wsi Sokół w Polsce, położona w województwie mazowieckim, w powiecie garwolińskim, w gminie Sobolew.
W latach 1975–1998 Poręby administracyjnie należały do województwa siedleckiego.